# Dominic Matteo
Dominic Matteo, född 4 april 1974, är en före detta fotbollsspelare från Skottland som slutade med fotbollen i Stoke City FC i Premier League. Han har annars ett förflutet i Liverpool FC där han spelade under åtta säsonger mellan 1992 och 2000. Han har även spelat för Blackburn Rovers FC samt Leeds United. I Leeds fick han vara med och spela i Champions League säsongen 2000/2001 där han blev ihågkommen av Leedsfansen för ett mål som han gjorde mot AC Milan i gruppspelet. Leeds nådde senare i turneringen till semifinal.
Dominic Matteo spelade även i det skotska fotbollslandslaget och har representerat England på B och U21-nivå. 